# Tatort: Usambaraveilchen
Usambaraveilchen ist ein Fernsehfilm aus der Krimireihe Tatort. Der vom Bayerischen Rundfunk unter der Regie von Wilm ten Haaf produzierte Beitrag wurde am 20. April 1981 im Ersten Programm der ARD erstgesendet.
Er ist die 123. Folge der Tatort-Reihe; der 15. und letzte Fall mit Hauptkommissar Veigl.
Veigl hat einen Mordfall zu klären und ermittelt dabei in seinem persönlichen Bekanntenkreis.

## Handlung
Rechtsanwalt Walter Berg will sich von seiner Geliebten, der Apothekerin Ulla Brendel, nach fünf Jahren trennen, um die ewigen Streitigkeiten mit seiner Ehefrau wegen dieser Beziehung zu beenden. Berg fällt die Entscheidung nicht leicht, er ist aber fest entschlossen. Da seine Frau weiß, dass Ulla Brendel schon einmal einen Selbstmordversuch unternommen hatte und um ihrer Konkurrentin gegenüber kein allzu schlechtes Gewissen haben zu müssen, trifft sie sich mit ihr, um zu reden.
Walter Berg ist für zwei Tage nach Regensburg gereist, weil er dort gemeinsam mit seinem Kollegen Runau die Verteidigung eines Mandanten übernehmen will. Als er sich bei Ulla erkundigen will, wie es ihr gehe, kann er sie telefonisch nicht erreichen. Kurzentschlossen fährt er noch in der Nacht nach München und findet Ulla Brendel in ihrer Wohnung tot am Boden liegen. Verstört fährt er wieder nach Regensburg zurück, wo sein Gastgeber gar nicht bemerkt hatte, dass Berg die Nacht über unterwegs gewesen ist.
Nach einigen Tagen wird Ulla Brendel von der Hausmeisterin in der Wohnung gefunden. Kriminalhauptkommissar Veigl und sein Assistent Lenz werden zum Tatort gerufen. Der Rentner Wiedemann erklärt sehr schnell, dass seine Nachbarin vermutlich eine Beziehung mit einem verheirateten Mann hatte, der jetzt aber schon einige Tage nicht mehr gekommen sei. Dagegen hatte am vermutlichen Todestag eine Frau an der Tür seiner Nachbarin geklingelt, die ein weißes Usambaraveilchen mitgebracht hatte.
Veigl hegt allmählich den Verdacht, dass die Tote die Geliebte seines Stammtischbruders Berg sein könnte. Um sicherzugehen, lässt er Berg per Foto von Wiedemann identifizieren.
Veigl ist es sehr unangenehm, gegen seinen Freund ermitteln zu müssen. Er begibt sich nach Regensburg, wo Berg auch diese Woche beruflich zu tun hat. Berg sagt aus, dass er seit ihrer Trennung nicht wieder bei Ulla gewesen wäre. Auch in der Tatnacht wäre er bei seinem Kollegen Runau gewesen.
Kriminalobermeister Josef Brettschneider befragt in der Zwischenzeit Ulla Brendels Arbeitgeber, den Apotheker Froschhammer. Da seine Angestellte Urlaub hatte, sei ihm ihr Fehlen nicht aufgefallen. Privat wisse er kaum etwas von ihr. Außerdem fahndet Brettschneider nach der Tante des Opfers, da sie die Frau mit dem Usambaraveilchen sein könnte, doch sie weilt schon wochenlang auf Teneriffa und kommt somit nicht in Frage. Veigl findet heraus, dass Frau Berg die Blume gekauft und an Ulla Brendels Tür geklingelt hatte. Der aufmerksame Nachbar Wiedemann hat zwar alles beobachtet, aber keine Schüsse gehört.
Am nächsten Tag wird Veigl von einem Reporter angesprochen, dass nach seinen Recherchen Berg in der Mordnacht in München gewesen wäre und damit durchaus als Mörder in Betracht käme. Auch die Tante des Opfers kehrt von Teneriffa zurück, um bei der Polizei auszusagen. Demnach erbt sie die Apotheke, da ihre Nichte mit dem Apotheker verlobt gewesen sei und er ihr das Geschäft überschrieben hätte. Veigl ist mehr als überrascht und will gleich mit seinem Freund sprechen. Berg gesteht ihm, dass er tatsächlich in München und auch am Tatort war, aber das Opfer schon tot am Boden gelegen hätte. Unerwartet gibt Frau Berg ein Geständnis ab, dass sie Ulla Brendel erschossen und die Waffe in die Isar geworfen hätte.
Kriminalhauptmeister Ludwig Lenz recherchiert derweil, dass der Apotheker Froschhammer sowohl eine Pistole als auch einen Waffenschein besitzt. Zudem gibt es aus früheren Jahren ein Ermittlungsverfahren wegen illegalen Drogenhandels gegen ihn, das allerdings eingestellt wurde. Veigl befragt Froschhammer und konfrontiert ihn mit seiner Aussage, Ulla Brendel privat so gut wie gar nicht gekannt zu haben. Nun gibt Froschhammer zu, dass er sich selbst etwas vorgemacht und immer gehofft hatte, dass Ulla zu ihm zurückkehren würde. Am Tatabend hätte er sie aufgesucht, doch sie hätte sich ihm strikt verweigert und angedroht, wegen seiner Rauschgiftgeschäfte ergänzende Aussagen bei der Polizei zu machen, wenn er sie nicht endlich in Ruhe ließe. Daraufhin hätte er sie vor Wut erschossen.

## Hintergrund
Bei Usambaraveilchen handelt es sich um die erste Episode der Fernsehreihe, für die ein optionaler Untertitel für Hörgeschädigte ausgestrahlt wurde. Dieser wurde von einem Unternehmen aus Münster produziert.

## Rezeption

### Einschaltquoten
Die Erstausstrahlung von Usambaraveilchen am Ostermontag 1981 wurde in Deutschland von 12,98 Millionen Zuschauern gesehen und erreichte einen Marktanteil von 35,0 % für Das Erste.

### Kritiken
„Des Krimifach, des is doch scho lang a abg'mahte Wies'n. Doa passiert nix mehr.“